# Inco Superstack

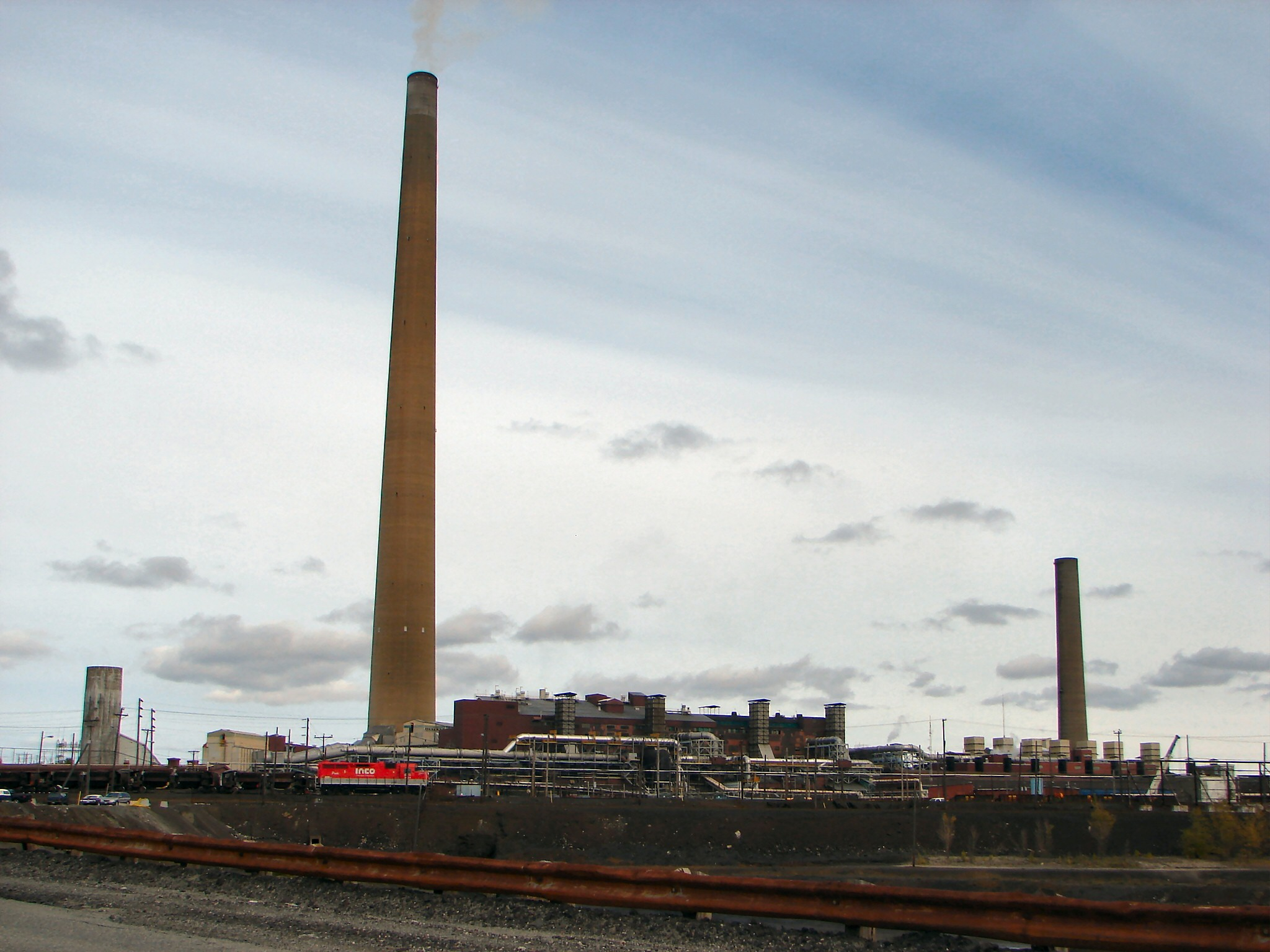
Der Inco Superstack

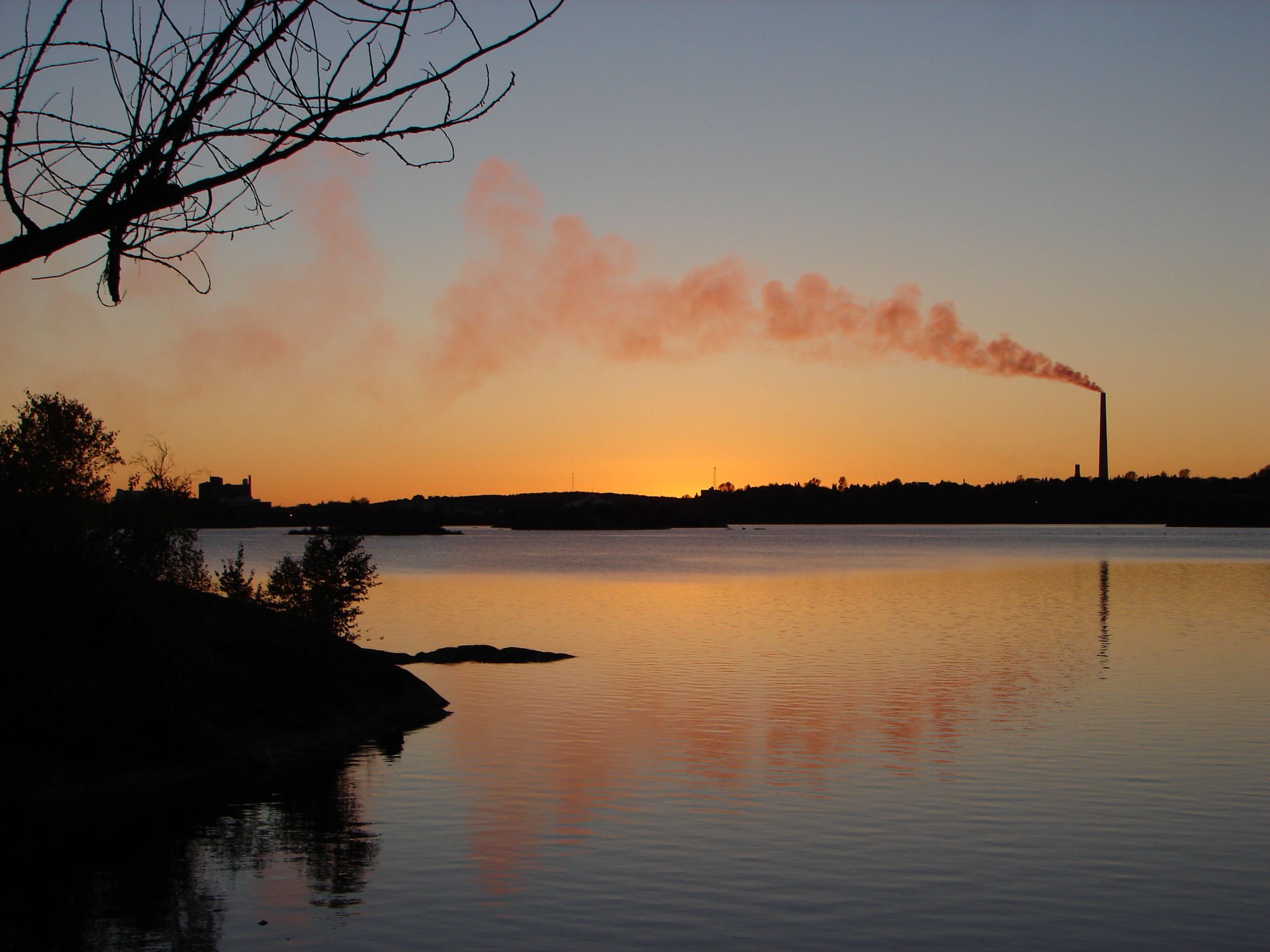
Der Inco Superstack aus größerer Entfernung

Der Inco Superstack in Greater Sudbury in Ontario (Kanada) ist mit einer Höhe von 381 m der zweithöchste Schornstein der Erde (nach dem Kamin im kasachischen Kraftwerk Ekibastus (419,7 m)).
Er wurde 1972 von der Inco Limited errichtet und kostete ca. 25 Millionen Dollar. Der Schornstein steht auf dem Gelände der größten Nickelhütte der Welt, der Inco’s Copper Cliff-Hütte. Der Kamin ist das zweithöchste Bauwerk Kanadas, er liegt noch vor dem First Canadian Place (355 m), aber hinter dem 553 m hohen CN Tower in Toronto. Noch dazu ist der Schornstein das siebthöchste freistehende Bauwerk Nordamerikas, nach dem CN Tower (553 m), dem One World Trade Center (541,3 m), dem Willis Tower (bis 2009 Sears Tower, 527 m), dem John Hancock Center (457 m) dem Empire State Building (449 m) und dem 432 Park Avenue (426 m). Seit Ende 2014 ist der Schornstein außer Betrieb. Im Jahre 2024 kündigte die Betreibergesellschaft des Kraftwerkes an, ihn 2029 abzutragen. Mittlerweile wurde der Schornstein durch zwei kleinere Schornsteine ersetzt.